# Hamane Niang
Hamane Niang (Kayes, 6 de junio de 1952) es un político y ejecutivo maliense. Desde el 29 de agosto de 2019 es el presidente de la Federación Internacional de Baloncesto. Desde junio de 2021 ha cesado temporalmente de sus funciones provisionalmente en junio de 2021 tras destaparse un escándalo de abusos sexuales y acoso sexual sistemático con jugadoras menores de edad durante su etapa en la que estuvo al frente de la Federación de Baloncesto de Malí y posteriormente ministro de Deportes. Niang ha sido sustituido interinamente por Saud Ali Al-Thani, vicepresidente de la FIBA.
Fue ministro de Juventud y Deportes de Malí (2007-2011) y Ministro de Cultura (2011). En 1999 asumió la presidencia de la Federación de Baloncesto de Malí y más tarde ocupó la vicepresidencia de la FIBA y presidencia de FIBA África para el periodo de 2014 a 2019.

## Biografía
Después de realizar estudios básicos en Kayes y acceder a la escuela secundaria técnica de Bamako de 1970 a 1973, Hamane Niang realizó estudios superiores en Dakar (Senegal) donde obtuvo una maestría en Ciencias Económicas y posteriormente en Caen (Francia) donde obtuvo un diploma de estudios superiores especializados (DESS) en gestión financiera.
A su regreso a Mali, ocupó el cargo de representante autorizado y luego subdirector de crédito en el Banco de desarrollo de Malí entre 1981 y 1989 antes de ser nombrado asistente en el gabinete del Ministerio de Finanzas y Comercio y unirse a la Mobil Oil Mali como jefe del departamento de contabilidad y más tarde director administrativo y financiero.
En 1994, fue nombrado director del departamento de ventas y luego subdirector general de Elf Oil Mali / Total Mali. En 2005, se asumió la dirección general de Malienne de l'Automobile.
El 3 de octubre de 2007 Hamane Niang fue nombrado ministro de Juventud y Deportes en el gobierno de Modibo Sidibé. Permaneció en el puesto durante la reestructuración de gobierno realizado el 8 de abril de 2009. El 6 de abril de 2011 fue nombrado ministro de Cultura en el gobierno de Cissé Mariam Kaïdama Sidibé.  

### Trayectoria como ejecutivo en el baloncesto
En 1999, Hamane Niang asumió la presidencia de la Federación de Baloncesto de Malí ayudando a convertir a Malí en una potencia del baloncesto en África Occidental.  
Fue vicepresidente de la FIBA y presidente de FIBA África para el periodo de 2014 a 2019 
El 29 de agosto de 2019 se convirtió por unanimidad en el 14 presidente de la FIBA para el periodo 2019-2023 sucediendo al argentino Horacio Muratore en el puesto.

#### Acusaciones de tolerancia ante el abuso sexual de jugadoras de Malí
En julio de 2021 como funcionario internacional de más alto rango en el baloncesto debía presidir la competencia olímpica de baloncesto en los Juegos Olímpicos de Tokio sin embargo en junio de 2021 se apartó temporalmente de la presidencia de la FIBA tras la publicación en el diario The New York Times de una investigación sobre las denuncias de acoso sexual sistemático y abuso sexual de docenas de jugadoras de baloncesto en Malí, muchas de ellas menores, desde principios de la década del 2000. Niang no ha sido acusado de cometer abusos sexuales directamente pero se está investigando su responsabilidad al ignorar la situación cuando se desempeñó primero como presidente de la Federación de Baloncesto de Malí y posteriormente como Ministro de deportes de Malí entre 1999 y 2011. Niang ha sido acusado por varias jugadoras de ser incapaz de tomar medidas para acabar con el acoso a pesar de que en algún caso, según el testimonio de las jugadoras, estaba presente cuando se produjeron algunos de los hechos denunciados por las jóvenes y en  vez de intervenir para parar el comportamiento del entrenador y amigo, Cheick Oumar Sissoko, Niang lo observó y se rio. Niang aseguró que no estuvo implicado y no tuvo conocimiento de las acusaciones descritas, señalando que colaboraría en la investigación.
Los casos han sido denunciados a la FIBA por Human Rights Watch quien ha suspendido a los entrenadores  Amadou Bamba y Oumar Sissoko, así como del oficial Hario Maiga, todos vinculados a las denuncias.
El 28 de junio de 2021 un tribunal de Bamako anunció anunció la apertura de una investigación que afecta por el momento a dos entrenadores y a Harouna Maïga, actual presidente de la Federación Maliense de Baloncesto.